# Prosaris hepaticalis
Prosaris hepaticalis är en fjärilsart som beskrevs av Antoine Fortuné Marion 1955. Prosaris hepaticalis ingår i släktet Prosaris och familjen mott. Inga underarter finns listade i Catalogue of Life.